# ERG28
ERG28‏ (Ergosterol biosynthesis 28 homolog) هوَ بروتين يُشَفر بواسطة جين ERG28 في الإنسان.